# 小月駅
小月駅（おづきえき）は、山口県下関市小月駅前一丁目にある、西日本旅客鉄道（JR西日本）山陽本線の駅である。

## 歴史
- 1901年（明治34年）5月27日：山陽鉄道厚狭駅 - 馬関駅（現・下関駅）間延伸時に開設[2]。旅客・貨物取扱開始[2]。
- 1906年（明治39年）12月1日：山陽鉄道の国有化により官営鉄道の駅となる[2]。
- 1909年（明治42年）10月12日：線路名称制定。山陽本線の所属となる。
- 1918年（大正07年）10月7日：長門鉄道線が開業。
- 1942年（昭和17年）11月1日：長門鉄道が山陽電気軌道に統合され、同社の鉄道線となる。
- 1949年（昭和24年）4月1日：長門鉄道が山陽電気軌道より再分離。
- 1953年（昭和28年）6月15日：駅舎改築[3]。
- 1956年（昭和31年）5月1日：長門鉄道線が廃止。
- 1973年（昭和48年）4月11日：貨物取扱廃止[2]。
- 1985年（昭和60年）3月14日：荷物扱い廃止[2]。
- 1987年（昭和62年）4月1日：国鉄分割民営化により、JR西日本の駅となる[2]。
- 2010年（平成22年）3月30日：バリアフリー整備（※跨線橋（エレベーター併設）の建て替え）が完了。
- 2023年（令和5年）4月1日：ICカード「ICOCA」の利用が可能となる[4][5]。
- 2025年（令和7年）6月1日：当駅での駅員の常駐を廃止し、インターホンでの遠隔対応に変更[6]。

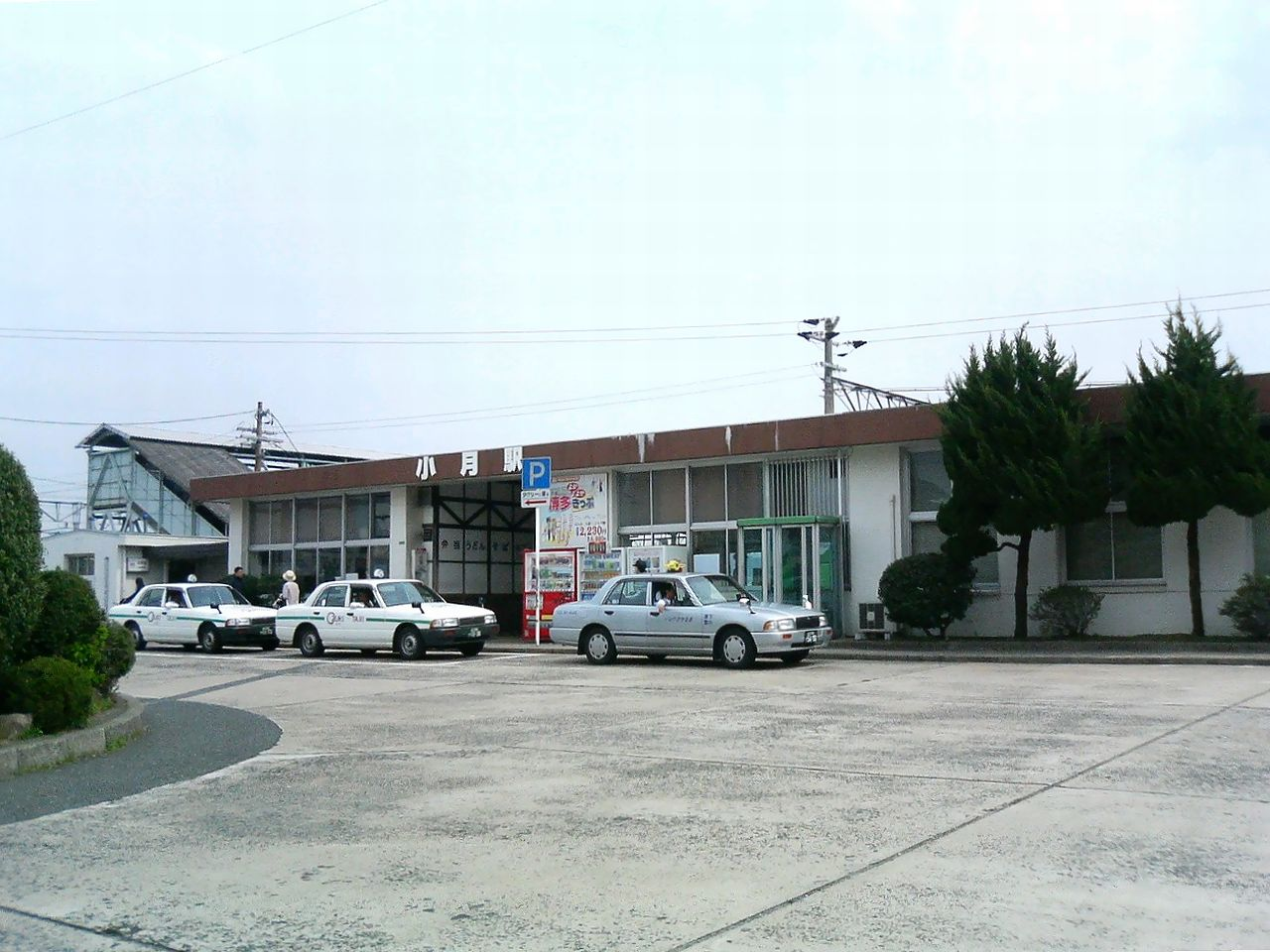
駅舎と駅前広場（2007年4月、跨線橋を建て替える前）

## 駅構造
単式・島式複合型2面3線を有する、中線構造の地上駅。駅舎は単式1番のりば側にあり、島式2・3番のりばへは跨線橋で連絡している。上り本線は1番のりば、下り本線は3番のりば。中線（2番のりば）は後述の区間運転列車の折返しに使われる。
みどりの券売機が設置されている。下関市近郊の住宅地に位置し、当駅から下関駅までの区間運転が設定されている。

### のりば
| のりば | 路線      | 方向 | 行先             |
| ------ | --------- | ---- | ---------------- |
| 1      | ■山陽本線 | 上り | 新山口・徳山方面 |
| 2・3   | ■山陽本線 | 下り | 下関行き         |

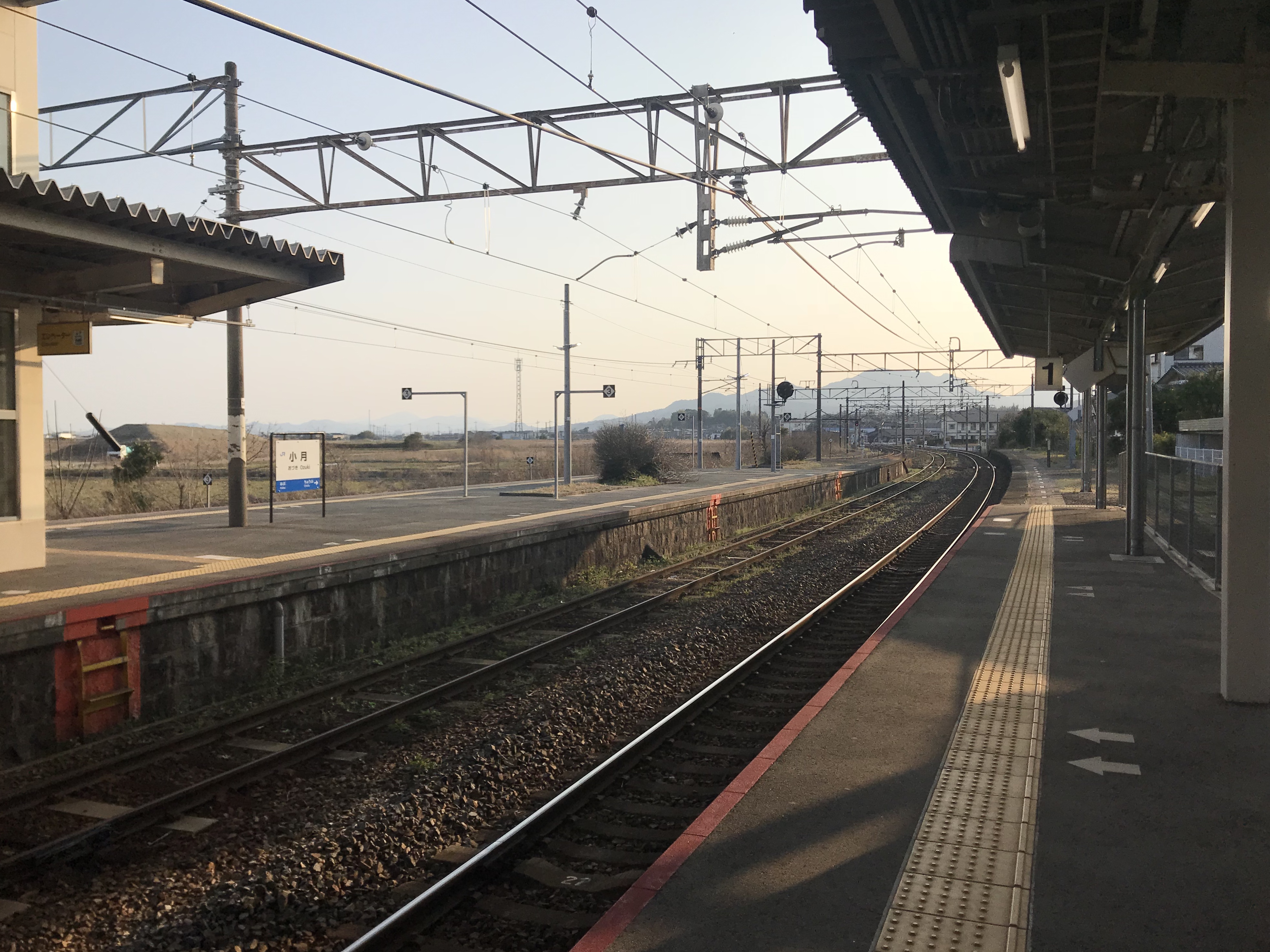
ホーム（2018年3月）

## 利用状況
下関市内の駅としては下関駅、新下関駅、幡生駅に次いで4番目に利用者が多い。2023年の1日当たりの利用者数は3402人、年間利用客数は62万2458人。
| 乗車人員推移 | 乗車人員推移 |
| 年度         | 1日平均人数  |
| ------------ | ------------ |
| 1999         | 2,501        |
| 2000         | 2,466        |
| 2001         | 2,424        |
| 2002         | 2,342        |
| 2003         | 2,313        |
| 2004         | 2,227        |
| 2005         | 2,148        |
| 2006         | 2,064        |
| 2007         | 2,010        |
| 2008         | 1,995        |
| 2009         | 2,004        |
| 2010         | 2,021        |
| 2011         | 2,020        |
| 2012         | 1,978        |
| 2013         | 2,039        |
| 2014         | 1,901        |
| 2015         | 1,882        |
| 2016         | 1,884        |
| 2017         | 1,899        |
| 2018         | 1,984        |
| 2019         | 1,881        |
| 2020         | 1,524        |
| 2021         | 1,560        |
| 2022         | 1,630        |
| 2023         | 1,701        |

## 駅周辺
1975年3月10日に新下関駅に新幹線が開業してからは、駅前商店街の利用者が徐々に低迷した。特に現在は、郊外型大型店舗などの影響でアルク以外の店舗ではシャッター通りも目立つようになって来た。
- 小月郵便局
- サンモール商店街
  - アルク小月店
- 日清食品下関工場
- シマノ下関工場
- 国道491号
- 海上自衛隊小月航空基地
- 下関市立東部中学校
- 下関市立小月小学校
- 下関市立清末小学校
- 下関文化産業専門学校
- 下関福祉専門学校

### バス路線
駅前はサンデン交通のバスターミナルとなっている。ただし、小月駅始発・終着の便は少なく、大部分が駅東側約2kmの小月営業所始発・終着である。駅前にはサンデン交通の窓口があったが2007年に閉鎖された。
- 長府・唐戸・下関駅・市民病院、小月営業所・埴生・小野田駅・サンパーク小野田・菊川町・豊田町西市・俵山温泉・湯本温泉・長門市駅・センザキッチン・青海島、東行庵・湯谷・ニュージーランド村・厚保・美祢駅

一の俣温泉へ向かう無料シャトルバスの乗り場がある。毎日2便運行、所要時間45分。

## 隣の駅
西日本旅客鉄道（JR西日本）
■山陽本線
埴生駅 - 小月駅 - 長府駅

### かつて存在した路線
長門鉄道
長門鉄道線
小月駅 - 長門上市駅